# Солнце бьёт в глаза
«Солнце бьёт в глаза» (азерб. Gözünə gün düşür) — рассказ азербайджанского писателя Эльчина Гусейнбейли, написанный в 2010 году. В рассказе повествуется о том, как находящийся при смерти азербайджанский врач решается посетить родное село, находящееся под контролем армянских сил, посадить дерево «мира» в своём дворе и умереть рядом с могилой своего отца. Интерес к рассказу в СМИ вырос после того, как автор обвинил в плагиате сюжета рассказа создателей армянского фильма «Если все».

## Переводы и издания
Рассказ «Солнце бьёт в глаза» был написан в начале 2010 года и в феврале этого же года был опубликован в азербайджанской «525-й газете». 7 июня 2010 года рассказ был опубликован на сайте Радио «Свобода» на азербайджанском языке. В этом же году рассказ в переводе Илахи Джарчиевой на русский язык был опубликован в 6-м июньском номере российского журнала «Дружба народов», а также размещен на сайте этого издания. Журнал «Литературный Азербайджан» поместил рассказ в своём августовском номере (в переводе на русский Илахи Джарчиевой).
В 2011 году рассказ в переводе министра культуры Грузии писателя Гурама Одишария на грузинский язык был напечатан в октябрьском номере грузинского журнала «Литературная палитра». В апреле этого же года рассказ был издан отдельной книгой в Турции. Также, по словам самого автора, рассказ был переведён на английский, арабский, персидский языки, и размещен на различных сайтах.
В сентябре 2012 года рассказ был опубликован американским издательством «Trafford» в антологии «Современная азербайджанская проза» (англ. Modern Azerbaijanian Prose).

## Сюжет
Тяжело больной 56-летний азербайджанский врач-онколог решает поехать в родную деревню, находящуюся под контролем армянских сил, и посадить дерево во дворе своего дома. Перед тем, как сделать это, он сообщает о своём намерении через Интернет. Перед отъездом же оставляет жене письмо, в котором пишет о том, что собирается сделать. «Пусть это дерево станет проявлением протеста против всех мировых конфликтов, станет символом мира» — пишет он в письме. Врач доезжает до приграничного посёлка и покупает саженец. Перейдя границу, он вскоре находит свою опустевшую деревню и родной дом. После того, как он сажает дерево, его берут в плен армянские солдаты и ведут к офицеру. Врач рассказывает офицеру свою историю, говорит, что ему осталось жить всего день, и что последним его желанием является умереть рядом с могилой своего отца. Он договаривается с армянским офицером, пообещав ему назвать место, где спрятана большая сумма денег, если тот позволит ему пойти на кладбище. Офицер соглашается и ведёт доктора на разрушенное кладбище. Дойдя до разрытой могилы отца, врач спускается в него, где углубляется в воспоминания. Умирая, он чувствует, что солнце бьёт в глаза…

## Анализ произведения
В рассказе, по словам филолога Тельмана Джафарова (Велиханлы), «слышится протест главного героя против нравственной деградации и массовой потери памяти изгнанных из родного очага беженцев, которые по истечении двух десятилетий военного конфликта вынуждены утратить свои самые сокровенные чувства и быть морально ущемленными». Как отмечает Джафаров, герой рассказа, посадив дерево, выражает надежду на возвращение беженцев и восстановление мирной жизни на этих землях, предлагая спасти опустошенные земли от разрухи и одиночества, дать возможность и армянам и азербайджанцам возвратиться в вынужденно оставленные дома и деревни. Герою рассказа в посадке дерева обещает помочь и армянский офицер. Джафаров подчёркивает, что поиск Эльчином Гусейнбейли в рассказе желаемого синтеза мотивируется желанием достичь гармонии и душевного умиротворения в жизни.
Джафаров отмечает, что дерево посажено главным героем для его потомков, на возвращение которых в его родную землю он надеется. Филолог отмечает, что такие психологические и поучительные рассказы как эта должны быть правильно и постоянно представляться читательской аудитории.
Литературовед Низами Тагисой в своей статье, посвящённой рассказу, называет желание главного героя поехать в родную деревню в тяжелобольном состоянии протестом против всего мира. Тагисой подчёркивает в рассказе противостояние успеха и неудачи, отчаяния и надежды, и что несмотря на это оптимизм побеждает пессимизм. Название «Солнце бьёт в глаза» также выбрано не случайно, поскольку, как отмечает Тагисой, солнечный свет в конце рассказа указывает на то, что всё в конечном итоге закончится благополучно.

## Экранизация
В феврале 2011 года Министерством культуры и туризма Азербайджана по мотивам рассказа был снят короткометражный фильм «Дорога» (азерб. Yol). Фильм снят режиссёром Сади Мамедовым. В ролях снимались Габиль Кулиев и Рауф Шахсуваров. В марте этого же года фильм был отправлен на Международный кинофестиваль короткометражных фильмов «Оберхаузен» в Германию, где был показан вне программы.

## Ситуация с фильмом «Если все»
В 2012 году на экраны вышел фильм армянских кинематографов «Если все», включённый в предварительный список премии Оскар 2013 в номинации «Лучший фильм на иностранном языке». Сценарий фильма был написан Терезой Варжапетян и Микаэлом Погосяном. По сюжету фильма, дочь русского солдата, погибшего на Первой карабахской войне, приезжает из Саратова в Карабах к его товарищу. Она рассказывает ему о своём намерении посадить дерево на могиле отца, и узнаёт, что могила находится на подконтрольной Азербайджану стороне. Вместе с другом отца она добирается до отцовской могилы. При посадке дерева их замечает азербайджанский пастух с ружьём. Выясняется, что его сын подорвался на мине в Карабахе. Пастух обещает отпустить их, если те пообещают посадить дерево для его сына. Вернувшись, герои сажают дерево в память о сыне пастуха. По словам авторов фильма, дерево является символом жизни и мира.
Ознакомившись с сюжетом фильма, Эльчин Гусейнбейли заявил, что авторы картины воспользовались его рассказом. По утверждению Гусейнбейли лейтмотив фильма — оккупированная земля, могила, дерево, пленение, достижение договоренности, и, в конце, исполнение желания героя — взят из его рассказа. Он предложил Агентству по авторским правам Азербайджана обратиться по данному вопросу в комитет кинопремии «Оскар». Гусейнбейли предположил, что с его рассказом создатели фильма могли ознакомится на российских сайтах. 19 октября 2012 года состоялась специальная пресс-конференция в Союзе писателей Азербайджана, посвящённая этому вопросу, на которой принимал участие и представитель Агентства.
В ответ на это продюсер фильма «Если все» Микаэл Погосян прокомментировал обвинения Эльчина Гусейнбейли, назвав их нелепыми, и заявил, что «о плагиате не может быть и речи».